# 黒沢道家
黒沢 道家（くろさわ みちいえ、1567年（永禄10年) - 1623年（元和9年）は、戦国時代から江戸時代にかけての武士。仙北小野寺氏家臣、のち佐竹氏家臣。通称は甚兵衛。黒沢甚兵衛道家や、黒沢甚兵衛尉と記録されることもある。

## 人物
「黒沢家譜」によると、実父は小野寺某で実母は黒沢氏であった。14歳の時に黒沢長門守の娘婿となる。義父の長門守も当初は甚兵衛を名乗っていた。長門守は戦国大名である横手城主・小野寺氏の家臣で、横手城の支城で隣国の和賀氏に対する押さえとなる山城の黒沢城(横手市山内黒沢)の城主であった。
奥羽永慶軍記によると、父の黒沢長門守は和賀の多田義忠が守護する藤倉城を攻めており、叔父の黒沢和泉守は有屋峠合戦で活躍している。道家も岩崎反攻で活躍し「…寄手には、黒沢甚兵衛尉家光十八、九歳の若者なりしが、先陣に乗り出し、今日を限りと馳廻る。其勢ひ諸人目を驚かしぬ。城の大将大膳にも鑓を合せ、古内太郎左衛門にも手を負せたり。去年十月の合戦に岩崎大膳が女房に叔父和泉を討せて鬱憤今に散せず、その弔い軍にと思えば…」とある。黒沢家家伝からすると「黒沢甚兵衛尉家光」は道家のことであるが、この時の年齢は29歳であり奥羽永慶軍記の記述と一致しない。石川氏蔵の「石川教定文書」によると、この当時、道家は小野寺家の若年寄という地位についている。また、樫内淡路と共に主君小野寺義道の命令によって、小野寺家軍師の八柏道為（大和守）を横手城大手門前の橋の上で暗殺している。しかし、この暗殺は小野寺家凋落の一因ともなった。
義道は関ヶ原の戦いで西軍に与したため、改易されたうえ石見国津和野に預けられた。道家のその後については「黒沢氏系図」や「黒沢家譜」「八木藤兵衛由緒書」「滝沢三右衛門由緒書」などに記載があるが、矛盾点も多い。まとめると次のようになることが推定できる。
- 慶長6年(1601年) - 旧小野寺家臣の滝沢三右衛門とともに石見国に小野寺氏を訪ねる。その後、秋田に帰る。
- 慶長7年(1602年)9月 - 八木藤兵衛と相談し、有屋峠で小野寺譜代の代表として、秋田へ転封されてきた佐竹氏の先遣隊を出迎え、佐竹氏への仕官を申し入れる。その後、仙北郡の一揆を平和的に防止することに尽力する。
- 慶長8年(1603年)10月 - 渋江政光の許可を得て角間川の開発に従事する。
- 慶長9年(1604年)秋 - 角間川に屋敷を持つようになったが、久保田城下に移動を命じられる。
- 慶長10年(1605年) - 知行200石で佐竹氏家臣となる。
- 慶長17年(1612年) - 院内銀山の十分一番役人となる。以後元和8年まで院内銀山に関与、後に山奉行となる。
- 慶長19年(1614年) - 渋江政光に検地田法を聞く。大坂冬の陣で活躍する。
- 元和元年(1615年) - 将軍徳川秀忠より感状を受ける。知行500石の旗本50人隊の将となる。
- 元和5年(1619年) - 江戸に出府。
- 元和9年(1623年 - 将軍上洛供奉として上洛するも、病気となり越前匹田郷で病死する。

道家は佐竹氏の家臣となった後、重臣・渋江政光の指揮により久保田藩の検地を実行する。「政光遺言黒沢道家覚書」には、政光が考案した渋江田法の協力者、伝承者としての役割を委任される経緯が記録されている。それによると、政光は慶長19年の大坂冬の陣に出陣する前の7月13日の夜、道家に検地のことを委任する書を与え、自身の「討ち死に」に言及する言葉を遺している。政光の有名な「一国の宝は山なり、然れ共伐尽す時は用立たず…山の衰えは則ち国の衰也」という言葉はこの書に記されている言葉で、後に秋田の林業における精神的根幹となった。久保田藩は山林を保護する制度を打ち立てる際、政光のこの遣言を用いた。
政光が大坂冬の陣で戦死した後は、梅津政景との関係が強くなっている。梅津政景日記には、道家の記述が42ヶ所にわたって記録されている。主に院内銀山の経営を補佐する実務担当者として、小野崎吉内、田中豊前と共に活躍していたことがうかがえる。

## 大坂冬の陣での活躍
「家譜」によれば、道家の活躍は次のようなものであった。11月26日、今福表での接戦で、敵兵8人と戦う。道家は馬を舞わし疾声し、日憲忠汝を救うと直ぐに8人に飛びかかった。7ヶ所に傷を受け、馬も3ヶ所の傷を受けたが、誤って刀を落とすと短刀で敵兵を打ち払った。
『日本錦 一名・武夫の友』の45ページ目には次のようなエピソードが記録されている。黒沢甚兵衛（道家）は佐竹義宣の新臣で、人となりは寡黙で外柔内剛であった。佐竹氏の家臣は新参者であることにより彼を侮蔑し、嘲笑罵倒する者が多かったが甚兵衛はこれを意に介さなかった。しかし、かえってこれを怯懦と見る者が多かった。大阪に到着し、11月25日に夜暗に柵を作っていると、松明に向かって敵は銃を撃ってくる。甚兵衛は一計を案じ、松明を地面に置いて離れた地点の柵を作った。これにより、一兵も減らすことなく、柵は完成した。甚兵衛が私の勇気を知りたければ明日の戦いを見よと勇気憤然として力強い言葉使いで言う様子は、普段と余りにも違うので皆を驚かせた。次の日の活躍も皆を感服させ、また義宣は甚兵衛の人を用いる力量に感心した。
大坂冬の陣の今福合戦での活躍によって、道家は徳川秀忠から感謝状と小袖2重、陣羽織1つを贈られる。陣羽織は残っていない。軍功により、道家の知行高は300石増加し、500石になった。久保田藩で給人888人のうち、500石以上の者は35人である。秋田で佐竹氏に仕官した者達の中では出世頭であった。
感謝状をもらった事実は『徳川実紀』にも「今福堤にて戦功少なからず、梅津、大塚、黒沢などいふ家子までも感謝状並びに褒賜をうぶりにける」と記録されている。

## 道家以後の黒沢家
黒沢家は久保田城下に屋敷を構え、明治維新まで久保田藩の重臣を務めることになる。
道家のあとを継いだのは角右衛門道廣（1589 - 1640年）で、1623年に父の跡を継ぐ。1629年に江戸屋敷番となり、1640年に病没。家督を継ぐ前は院内銀山運営の補佐を行っていたが、家督を継いでからは足軽隊50人の将を受け持つ。黒沢家は二代道廣と三代道重、十代道興の代で藩の要職につき、その他の代でも大小姓番頭と右筆支配の任務を務めた。歴代の妻の出自は藩の重役を務めた梅津家や、佐竹一門の小場氏などの重臣ばかりで、また娘の嫁ぎ先も同様に大身の家ばかりであった。
黒沢家は久保田城下に屋敷を構えたが、江戸時代少なくとも3度屋敷を移転している。いずれも久保田城下の三廓（中通廓）に屋敷を構え、短い距離で引っ越しを行っている。最後に黒沢家が居住した黒沢家住宅は文政12年(1829年)から居住したもので、東根小屋町（現在の秋田市中通三丁目）にあったが、1989年（平成元年）4月に市へ寄贈され、秋田市楢山の一つ森公園内に移転の上で一般公開された。平成元年には旧黒澤家住宅として国指定重要文化財に指定されている。